# Dorothy Stang
Dorothy Stang, właściwie Dorothy Mae Stang (ur. 7 czerwca 1931 w Dayton, zm. 12 lutego 2005 w Anapu) – amerykańska zakonnica ze zgromadzenia Notre Dame de Namur, aktywistka działająca na rzecz ochrony środowiska i mieszkańców Amazonii, zamordowana w stanie Pará w Brazylii. Święta w Reformowanym Kościele Katolickim w Polsce. Posiadała również obywatelstwo Brazylii.

## Życiorys
Dorothy Stang urodziła się w Dayton w stanie Ohio w Stanach Zjednoczonych jako jedna z dziewięciorga dzieci w tradycyjnej katolickiej rodzinie. W 1948 roku wstąpiła do zakonu Notre Dame de Namur i złożyła śluby wieczyste w 1956 roku. W latach 1951–1966 uczyła w szkole podstawowej St. Victor School w Calumet City w stanie Illinois oraz w Most Holy Trinity School w Phoenix w stanie Arizona. W 1966 roku zaczęła posługę w mieście Coroatá w stanie Maranhão w Regionie Północno-Wschodnim Brazylii.
Siostra Dorothy przeprowadziła się do Amazonii w latach 70. i pracowała na rzecz rolników w Região do Xingu. Wspierała projekty, mające na celu zatrudnienie miejscowych pracowników przy sadzeniu drzew na terenach wylesionych pod budowę Transamazoniki. Skupiała się też na łagodzeniu konfliktów pomiędzy drobnymi rolnikami a plantatorami.
W 1982 roku przeniosła się do Vila de Sucupira w gminie Anapu w stanie Pará. Była członkinią miejscowej Duszpasterskiej Komisji ds. Ziemi (Comissão Pastoral da Terra - CPT), uczestniczyła też w dialogu pomiędzy miejscową ludnością, politykami i duchowieństwem. Założyła Escola Brasil Grande - pierwszą w Anapu szkołę, w której kształcili się przyszli nauczyciele.
Dorothy Stang uczyła rolników, jak uprawiać niewielkie działki i pozyskiwać produkty z lasu, bez potrzeby jego wycinania. Próbowała również chronić miejscową ludność przed uzbrojonymi gangami, które działały na zlecenie zamożnych właścicieli ziemskich. Na zdjęciach często można zobaczyć ją w koszulce z napisem A Morte da floresta é o fim da nossa vida (port. Śmierć lasu jest końcem naszego życia).
Podobnie jak inni działacze na rzecz ochrony przyrody i praw człowieka w Amazonii, siostra Dorothy wiedziała, że jej życie jest zagrożone, jednak wierzyła, że status zakonnicy ją ochroni. W 2004 roku zeznawała w brazylijskim Kongresie przed komisją badającą proces wylesiania. Wskazała konkretne firmy z branży drzewnej, które prowadziły wycinkę w niedozwolonych miejscach. W rewanżu, została przez te firmy nazwana terrorystką i oskarżona o dostarczanie rolnikom broni. W dalszym ciągu grożono jej również śmiercią.
Deklarowała:

Nie chcę wyjeżdżać i zostawiać rolników w lesie, bez żadnej ochrony. Mają święte prawo, aby starać się lepiej żyć i pracować z godnością, a równocześnie chronić środowisko.

W 2004 roku została laureatką nagrody Ordem dos Advogados do Brasil (Brazylijskiego Stowarzyszenia Prawników) za obronę praw człowieka.

## Morderstwo
Dorothy Stang została zamordowana 12 lutego 2005 roku, gdy była w drodze na spotkanie z lokalną społecznością. Naoczny świadek zeznał, że o 7.30 rano została zatrzymana na lokalnej gruntowej drodze przez dwóch uzbrojonych mężczyzn, a na ich pytanie czy jest uzbrojona, wskazała Biblię i przeczytała jej fragment. Zabójca Rayfran das Neves Sales postrzelił ją sześć razy - raz w głowę, pięć razy w korpus. Zdarzeniu przyglądał się drugi z napastników, Clodoaldo Batista.
Śmierć Dorothy Stang wywołała odzew na najwyższym szczeblu państwowym. Na jej pogrzeb przybyli przedstawiciele rządu. Zlecono również szeroko zakrojone śledztwo, mające na celu wykrycie zleceniodawców zabójstwa. Reakcja na śmierć zakonnicy jest porównywana do tej, jaką spowodowało morderstwo innego działacza w Amazonii, Chico Mendesa, zastrzelonego w 1988 roku.
Dorothy Stang została pochowana w Anapu w stanie Pará.

## Proces
W czerwcu 2005 roku Rayfran das Neves Sales i Clodoaldo Carlos Batista zostali oskarżeni o wspólne działanie, mające na celu zabójstwo obywatelki Stanów Zjednoczonych i 10 grudnia 2005 roku zostali skazani na odpowiednio 27 i 17 lat więzienia.
15 maja 2007 roku zleceniodawca zabójstwa, Vitalmiro Bastos Moura został skazany przez sąd w Belém na maksymalną karę 30 lat więzienia. Powodem zlecenia zabójstwa zakonnicy było to, że wysyłała ona listy do lokalnych władz, oskarżając Mourę o wypalanie lasów, za co nałożono na niego karę finansową.
6 maja 2008 roku Rayfran das Neves Sales został powtórnie sądzony i skazany na 28 lat więzienia, a Vitalmiro Bastos Moura został uniewinniony, ponieważ Rayfran das Neves Sales zeznał, że zastrzelił zakonnicę z powodów osobistych.
Drugi ze zleceniodawców zabójstwa, plantator Regivaldo Pereira Galvão został skazany na 30 lat więzienia.

## Wzmianki
- Film dokumentalny They killed sister Dorothy z 2008 roku, reżyseria Daniel Junge, angielski narrator Martin Sheen, portugalski narrator Wagner Moura[2]
- Cláudio Pastro umieścił wizerunek siostry Dorothy w panelu płytek azulejos Święte kobiety w bazylice Nossa Senhora de Aparecida w São Paulo[2]
- Opera Angel of the Amazon (Anioł z Amazonii) autorstwa Evana Macka[6]
- Wzmianka w filmie Cowspiracy z 2014 roku[7]